# Сосновка (Ловозерський район)
Сосновка (рос. Сосновка) — село у Ловозерському районі Мурманської області Російської Федерації.
Населення становить 45 осіб. Належить до муніципального утворення Ловозерське сільське поселення .

## Населення
| 1871 | 1914 | 2002 | 2005 | 2010 |
| ---- | ---- | ---- | ---- | ---- |
| 6    | ↗49  | ↗90  | →90  | ↘45  |